# Banco del Mutuo Soccorso

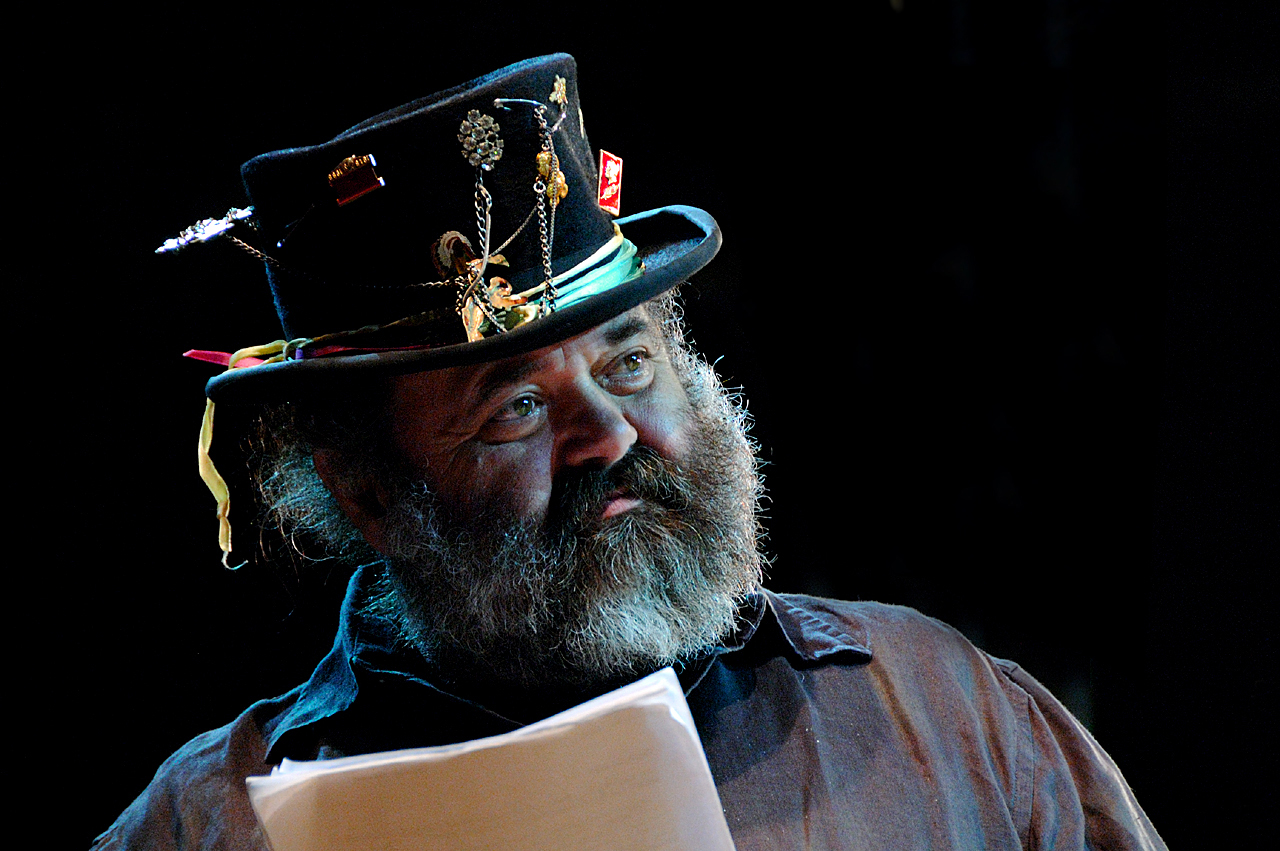
Francesco Di Giacomo var sångare i Banco del Mutuo Soccorso.

Banco del Mutuo Soccorso är en italiensk rockgrupp. På 1970-talet var de ett populärt progressive rock-band. De fortsatte att göra musik på 1980-talet och 1990-talet och är fortfarande aktiva.

## Historia
Inspirerade av progressive rockgrupper från England, och då särskilt Gentle Giant, Jethro Tull och Emerson, Lake & Palmer, bildade bröderna Vittorio Nocenzi och Gianni Nocenzi (båda keyboardister) 1969 gruppen Banco del Mutuo Soccorso i Rom i Italien. 1972 kom deras debutalbum Banco del Mutuo Soccorso, vilket följdes av Darwin! samma år och Io sono nato libero 1973. Gruppens sound kännetecknades ända från början av samspelet mellan piano, hammondorgel och syntar spelade av bröderna Nocenzi, samt Francesco Di Giacomos originella sång.
Bandets popularitet i Italien och begynnande framgångar utomlands ledde till att de tillsammans med Premiata Forneria Marconi tecknade kontrakt med skivbolaget Manticore Records. 1975 gavs albumet Banco ut med en samling låtar översatta till engelska blandat med nytt material med sikte på den internationella marknaden. Albumet Come in un'ultima cena gavs även ut i engelsk version som As in a Last Supper.
I slutet av 1970-talet började bandet röra sig i nya riktningar. 1976 kom Garofano rosso med filmmusik och 1978 kom ...di terra där de samarbetade med en orkester. De kortade även ner namnet till bara Banco.
Under 1980-talet inriktade sig Banco på lättare popmusik med kortare sånger och fick därigenom några hits. Då deras engelska album inte nått förväntad framgång utomlands beslutade de sig att satsa mer på Di Giacomos sång och mer säljande låtar. Gianni Nocenzi lämnade bandet för en solokarriär och andra medlemmar kom och gick.
På 1990-talet återgick de till att använda det längre bandnamnet och började spela materialet från 1970-talet igen. De gjorde bland annat nyinspelningar av de två första albumen, men gav även ut nytt material. Banco spelar fortfarande live, till exempel på NEARfest 2008, men har inte gett ut något nytt material sedan 1997.
Den 21 februari 2014 avled sångaren Francesco Di Giacomo, 66, i Zagarolo i Italien efter en bilkrasch, orsakad av den hjärtinfarkt han plötsligt drabbades av i närheten av Palestrina. Han föddes i Siniscola på Sardinien den 22 augusti 1947. Den 3 oktober 2015 avled även gruppens gitarrist Rodolfo Maltese.

## Discografi

### Studioalbum
| År   | Titel                    | Italiensk listplacering | Kommentarer                                                |
| ---- | ------------------------ | ----------------------- | ---------------------------------------------------------- |
| 1972 | Banco del Mutuo Soccorso | 5                       |                                                            |
| 1972 | Darwin!                  | 4                       |                                                            |
| 1973 | Io sono nato libero      | 10                      |                                                            |
| 1975 | Banco                    | 10                      | inkluderar engelska versioner av låtar från tidigare album |
| 1976 | Garofano rosso           | 9                       | filmsoundtrack                                             |
| 1976 | Come in un'ultima cena   | 8                       |                                                            |
| 1978 | …di terra                |                         | med Orchestra dell'Unione Musicisti di Roma                |
| 1979 | Canto di primavera       | 36                      |                                                            |
| 1980 | Urgentissimo             | 11                      |                                                            |
| 1981 | Buone Notizie            |                         |                                                            |
| 1983 | Banco                    | 23                      |                                                            |
| 1985 | ...E Via                 | 42                      |                                                            |
| 1994 | Il 13                    |                         |                                                            |
| 1997 | Nudo                     |                         |                                                            |

### Live-album
| År   | Titel              | Italiensk listplacering | Kommentarer                |
| ---- | ------------------ | ----------------------- | -------------------------- |
| 1979 | Capolinea          | 28                      |                            |
| 2003 | No Palco           |                         | 30th anniversary livealbum |
| 2005 | Seguendo le Tracce |                         | live recording from 1975   |

### Andra utgåvor
| År   | Titel                             | Italiensk listplacering | Kommentarer                                           |
| ---- | --------------------------------- | ----------------------- | ----------------------------------------------------- |
| 1976 | As In A Last Supper               |                         | Engelsk version av Come in un'ultima cena             |
| 1989 | Donna Plautilla                   |                         | samling med tidigare outgivet material                |
| 1989 | Non Mettere le Dita nel Naso      |                         | under namnet Francesco Di Giacomo                     |
| 1991 | Darwin                            |                         | nyinspelning av andra albumet                         |
| 1991 | Da qui Messere si Domina la Valle |                         | återutgivning av de två första albumen                |
| 1996 | Banco d'Accusa                    |                         | samlingsbox utgiven under namnet Francesco Di Giacomo |

### Videor
- Ciò che si vede è (1992, DVD utgiven 2004)
- Live 1980 (2007)